# Enrico Fermi
Pour les articles homonymes, voir Fermi.

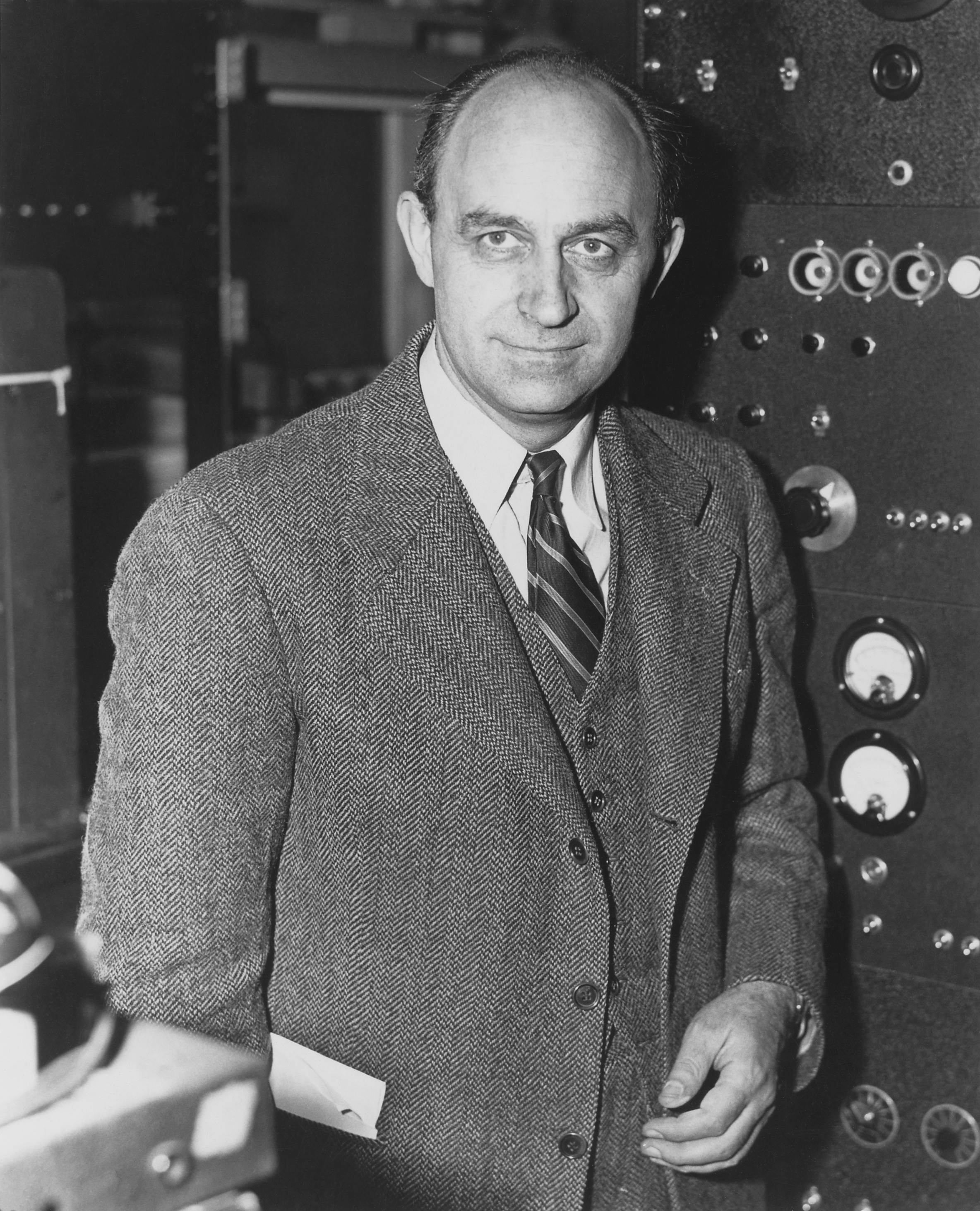
Enrico Fermi dans les années 1940.

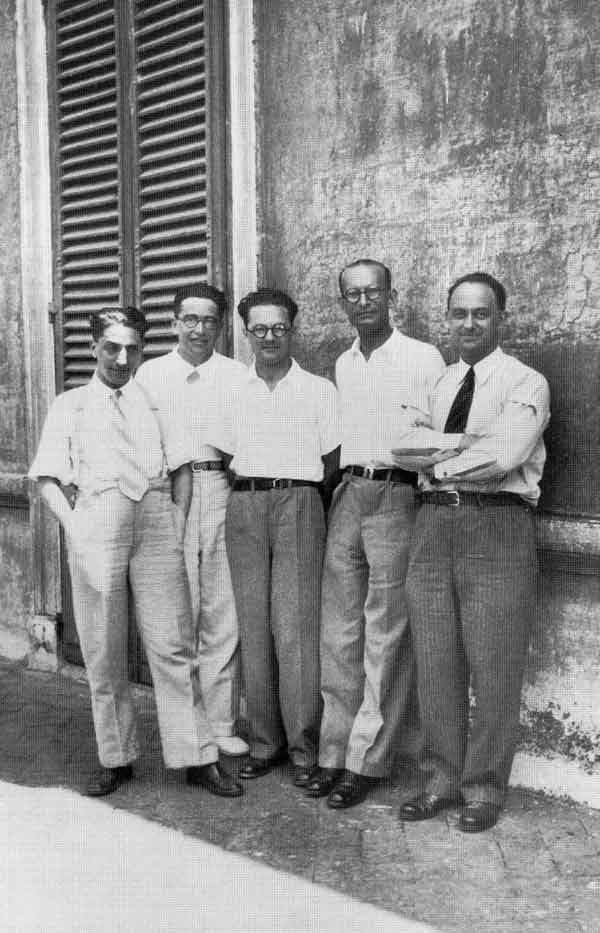
Les « garçons de la rue Panisperna ». De gauche à droite : Oscar D'Agostino, Emilio Segrè, Edoardo Amaldi, Franco Rasetti et Enrico Fermi.

Enrico Fermi est un physicien italien naturalisé américain, né le 29 septembre 1901 à Rome et mort le 28 novembre 1954 à Chicago.
Ardent défenseur de l'encore jeune physique quantique, sa première découverte majeure concerne la distribution statistique d'un certain type de particules (qu'on nommera fermions en son honneur) selon leur énergie : la statistique de Fermi-Dirac. Il oriente par la suite ses recherches vers la physique nucléaire et, en soutenant l'existence du neutrino (auquel il donne son nom), il propose une théorie pour expliquer la désintégration β, qui sera un précurseur de la théorie de l'interaction faible. Émigré aux États-Unis pour échapper aux lois antijuives touchant sa femme, il travaille au projet Manhattan et construit la première pile atomique, Chicago Pile-1. Ses recherches servirent de socle à l'exploitation militaire et civile de l'énergie nucléaire.
Il est lauréat du prix Nobel de physique de 1938 « pour sa démonstration de l'existence de nouveaux éléments radioactifs produits par bombardements de neutrons, et pour sa découverte des réactions nucléaires créées par les neutrons lents ». Il est également lauréat de la médaille Hughes en 1942, de la médaille Franklin en 1947 et du prix Rumford en 1953. Il a excellé, ce qui est rare, à la fois en physique expérimentale et en physique théorique.

## Biographie
Enrico Fermi naît le 29 septembre 1901 à Rome, fils d'Ida de Gattis, enseignante d'école élémentaire et d'Alberto Fermi, inspecteur-chef au ministère des Postes et Télégraphes. Il a une grande sœur, Marie, née le 12 avril 1899 et décédée le 26 juin 1959 lors de la catastrophe aérienne de Olgiate Olona, et un grand frère, Giulio, né en 1900. Les deux frères sont envoyés chez une nourrice, dans un milieu rural. À deux ans et demi, Enrico rejoint sa famille.
Enrico est très proche de son frère Giulio avec qui il partage les mêmes intérêts, ils construisent ensemble des machines électriques et autres objets. En 1915, Giulio meurt au cours d'une opération chirurgicale d'un abcès à la gorge. Enrico est profondément marqué, son caractère change et cet isolement renforce davantage ses intenses études de la physique et des mathématiques.
Sur un marché aux livres, place Campo de' Fiori, il achète Elementorum physicae mathematicae, un traité en latin sur la physique et les mathématiques écrit par le jésuite Andrea Caraffa, et il l'étudie.
L'ingénieur Adolfo Amidei, un ami de son père, prend conscience des qualités hors du commun du jeune Fermi. Il lui prête divers ouvrages concernant la physique et les mathématiques que le jeune Fermi « dévore ». En 1918, Fermi décroche son baccalauréat, maîtrisant la géométrie analytique, la géométrie projective, le calcul infinitésimal, le calcul intégral et la mécanique rationnelle. Amidei demande que Fermi s'implique au sein de l'École normale supérieure de Pise. Après des hésitations, les parents de Fermi acceptent la suggestion d'Amidei. Pour se préparer, Fermi étudie le Traité de Physique d'Orest Chwolson et autres livres.
Pour entrer à l'École normale supérieure de Pise, Fermi doit passer par un examen difficile incluant un essai, dont le thème est « Caractéristiques spécifiques du son ». Fermi produit une analyse impeccable des mouvements d'une corde produisant des vibrations, qui impressionne fortement l'examinateur.
À partir d’octobre 1918, Fermi étudie à l'université de Pise au sein de l'École normale supérieure de Pise avec Franco Rasetti. Comme à son habitude, il étudie seul divers problèmes de physique mathématique et consulte des ouvrages de Poincaré, de Poisson ou d’Appell. À partir de 1919, il s'intéresse aux nouvelles théories comme la relativité ou la physique atomique, acquiert une grande connaissance de théories telles que la relativité restreinte, la théorie du corps noir ou encore le modèle de l’hydrogène de Bohr. Ainsi Enrico Fermi, le seul à l'université au fait de ces théories, en arrive, sur l'insistance de ses professeurs, à donner des conférences où il expose aux professeurs et aux assistants les dernières découvertes de physique atomique.
En janvier 1922, après quatre ans passés à l'université, Fermi publie son premier article qui traite de la relativité générale. Dans une communauté scientifique italienne hostile aux travaux d'Einstein, il est l'un des rares avec Levi-Civita à défendre la théorie de la relativité.
En juillet 1922, Fermi obtient son diplôme de fin d'études après avoir présenté un mémoire sur la diffraction des rayons X.
En 1924, il est initié à la franc-maçonnerie dans la loge « Adriano Lemmi » du Grand Orient d'Italie à Rome.
En mars 1925, à 23 ans et demi, il obtient son doctorat d'État.
Il fréquente ensuite divers physiciens de haut rang dans l'Italie de l'époque, avant de devenir, pendant deux ans, conférencier à l’université de Florence. En 1926, il devient professeur de physique théorique à l'université La Sapienza de Rome. Il dirige les recherches de l'Institut de physique où le rejoint Ettore Majorana. C'est durant cette période qu'il développe la théorie statistique quantique que l'on appellera plus tard la statistique de Fermi-Dirac.
En 1929, il fait partie des premiers membres, nommés par décret, de l'Académie d'Italie, créée trois ans plus tôt par Mussolini.
À partir de 1932, il se tourne plus précisément vers la physique nucléaire, et c'est cette même année qu'il rédige un article sur la radioactivité β. En 1934, il développe sa théorie sur l'émission de rayonnement bêta en y incluant le « neutron » postulé en 1930 par Wolfgang Pauli, qu'il rebaptise neutrino (le nom neutron étant déjà utilisé pour une autre particule), et s'oriente vers la création d'isotopes radioactifs artificiels par bombardement de neutrons lents.

## Émigration aux États-Unis
Touché par le décret royal, loi du 5 septembre 1938, fixant les « mesures pour la défense de la race dans les écoles fascistes », Fermi, dont la femme Laura est juive, émigre aux États-Unis le 2 janvier 1939 avec toute sa famille et enseigne à l'université Columbia avec son collègue Leó Szilárd.
Ils travaillent ensuite ensemble à l’université de Chicago à l'élaboration d'une pile atomique, le premier réacteur nucléaire. Le 2 décembre 1942 est obtenue la première réaction en chaîne contrôlée de fission. Il travaille ensuite au laboratoire national de Los Alamos (LANL) jusqu'à la fin de la Seconde Guerre mondiale au sein du projet Manhattan. Il sera fait citoyen américain en 1945 en récompense de ses travaux sur la bombe atomique. Il donne également son nom au Fermilab de Batavia (Illinois).
En 1946, il accepte le poste de professeur au sein de l'INS (Institute for Nuclear Studies) qui deviendra plus tard l'Institut Enrico-Fermi créé par l'université de Chicago. C'est en son honneur que sera créé le prix Enrico-Fermi, qui sera décerné à partir de 1954 en récompense de travaux ou d'avancées exceptionnels dans le domaine de l'énergétique. Il passe la fin de sa vie à Chicago.
Au cours de l'été 1950, lors d'une conversation informelle avec trois collègues (Edward Teller, Emil Konopinski et Herbert York) dans la cafétéria du laboratoire national de Los Alamos, Fermi soulève le paradoxe qui portera son nom. Le déroulement de la conversation varie cependant selon les souvenirs de chaque témoin et n'a jamais fait l'objet d'une consignation par écrit. Le paradoxe de Fermi peut s'énoncer ainsi : « S’il y avait des civilisations extraterrestres, leurs représentants devraient déjà être chez nous. Où sont-ils donc ? ». Presque soixante-dix ans après cette date, aucune solution parmi les très nombreuses proposées n'a encore fait consensus dans la communauté scientifique.
En 1952, l'équipe d'Albert Ghiorso découvre un nouvel élément chimique, le no 100. Ils lui attribuent le nom de fermium, en hommage à Enrico Fermi.
Il meurt le 28 novembre 1954 d'un cancer de l'estomac à l'âge de 53 ans. Il est inhumé au cimetière de Oak Woods à Chicago.

## Publications
- Thermodynamics, Dover Publications (1937),  (ISBN 0-486-60361-X).
- Notes on Quantum Mechanics, University of Chicago Press (2e édition - 1995),  (ISBN 0-226-24381-8).
- Nuclear Physics : A Course Given by Enrico Fermi at the University of Chicago, University of Chicago Press (édition révisée - 1974),  (ISBN 0-226-24365-6).
- Elementary Particles, Yale University Press (1951),  (ISBN 0-300-09474-4).

## Hommages
Concepts de physique résultant des travaux d'Enrico Fermi :
- les fermions, particules de spin impair ;
- l'accélération de Fermi, un mécanisme d'accélération de particules au voisinage d'une onde de choc ;
- l'énergie de Fermi, qui détermine si certains effets quantiques sont ou non négligeables en fonction de la température ;
- l'expérience de Fermi-Pasta-Ulam-Tsingou, la première simulation informatique d'un système dynamique ;
- une estimation de Fermi, une approximation d'une quantité difficile à évaluer directement ;
- l'interaction de Fermi, une explication de la radioactivité β ;
- les liquides de Fermi, un état quantique de la matière ;
- le modèle Thomas-Fermi, une théorie semi-classique des systèmes à N corps ;
- le niveau de Fermi, une notion proche de l'énergie de Fermi concernant le potentiel chimique des fermions ;
- le paradoxe de Fermi, relatif à la non observation d'intelligences extraterrestres ;
- la pression de Fermi, une conséquence du principe d'exclusion de Pauli ;
- la règle d'or de Fermi, un moyen de calculer la probabilité de transition par unité de temps d'un état propre d'un système quantique vers un continuum d'états propres ;
- la statistique de Fermi-Dirac, qui régit la distribution des particules de spin impair ;
- la surface de Fermi, une limite abstraite utile pour prédire les caractéristiques électriques et magnétiques des métaux.

Autres hommages :
- (8103) Fermi, un astéroïde de la ceinture principale ;
- Fermi, un cratère lunaire ;
- Fermi, une station du métro de Turin (Piémont, Italie), et EUR Fermi, une station du métro de Rome ;
- Fermi, une architecture de processeur graphique ;
- le fermi, une unité de longueur ;
- le fermium, un élément chimique ;
- le Fermi Gamma-ray Space Telescope, un télescope spatial d'observation des rayons γ ;
- les bulles de Fermi, des structures rayonnantes situées de part et d'autre du centre galactique de la Voie lactée et orientées perpendiculairement au disque galactique ;
- la centrale nucléaire Enrico Fermi, dans le comté de Monroe (Michigan, États-Unis) ;
- l'éléphant de Fermi et von Neumann, un problème de mathématiques récréatives ;
- l'Institut Enrico-Fermi, une unité de recherche de l'université de Chicago (Michigan, États-Unis) ;
- le prix Enrico-Fermi, un prix scientifique (en) décerné par le département de l'Énergie des États-Unis ;
- le prix Enrico-Fermi, décerné par la Société italienne de physique (it).